# 格羅夫維爾 (新澤西州)
格羅夫維爾（英語：Groveville）是位於美國新澤西州默瑟縣的普查規定居民點。

## 人口
根據2020年美國人口普查的數據，格羅夫維爾的面積為5.83平方千米，當中陸地面積為5.73平方千米，而水域面積為0.10平方千米。當地共有人口3106人，而人口密度為每平方千米532.76人。